# Roggelse Beek
De Roggelse Beek is een riviertje in Limburg dat als Zelsterbeek uitkomt in de Leubeek.
De beek begint bij de Heitrakse Peel ten noorden van Neerkant in de provincie Noord-Brabant, waarna ze zuidwaarts loopt vrijwel evenwijdig aan het Kanaal van Deurne. Ze stroomt ten oosten van Meijel en passeert de Noordervaart met behulp van een duiker. Dan stroomt het beekje door het bosgebied Weijenhout, waar de Oude Doorbrandsbeek zich er bij voegt en enkele honderden meters verder de Visschensteert, wat een lang afwateringskanaaltje is.
Dan stroomt de Roggelse Beek langs de Asbroekerheide en dwars door de kom van Roggel, neemt vervolgens de Bevelandse Beek in zich op om als Zelsterbeek het natuurgebied Leudal binnen te stromen.
De Roggelse Beek werd in 1938 grotendeels rechtgetrokken.